# Paulo Ladislau Rosas
Paulo Ladislau Rosas, meglio noto con lo pseudonimo Paulinho (San Paolo, 3 marzo 1958), è un ex giocatore di calcio a 5 brasiliano.

## Carriera
Utilizzato nel ruolo di difensore, Paulinho ha giocato a livello di club nel Gercan di San Paolo. In nazionale ha partecipato al campionato mondiale inaugurale in Brasile nel 1982 dove il Brasile ha vinto il titolo di campione del mondo.